# Artrogrypoza
Artrogrypoza (łac. arthrogryposis multiplex congenita) – grupa objawów o różnej etiologii, polegająca na występowaniu wrodzonych, wielostawowych przykurczy. Zwana też jest wrodzoną sztywnością stawów.
Występowanie przykurczy może mieć różny charakter od pierwotnych chorób mięśni – miopatii na różnym tle, po zaburzenia rozwojowe mięśni. Ważnymi przyczynami są też rozlane uszkodzenia obwodowego układu nerwowego i występujące rzadziej uszkodzenia ośrodkowego układu nerwowego, a także wrodzone choroby zwyrodnieniowe w obrębie samych stawów. Artrogrypoza jest też składnikiem wielu zespołów chorobowych, chociażby takich jak zespół Sotosa. Jej wystąpienie było opisywane również u dzieci matek chorych na miastenię.
Stosuje się leczenie objawowe, które jest uzależnione od przyczyny wywołującej. Najważniejszą jednak jego częścią jest rehabilitacja.